# Wörgl Hauptbahnhof
Wörgl Hauptbahnhof vasútállomás Ausztriában, Wörgl településen.

## Vasútvonalak
Az állomást az alábbi vasútvonalak érintik:
- Salzburg–Tirol-vasútvonal
- Alsó-Inn-völgyi vasútvonal

## Kapcsolódó állomások
A vasútállomáshoz az alábbi állomások vannak a legközelebb:
- Kirchbichl railway station
- Kundl railway station
- Wörgl Süd-Bruckhäusl railway station
- Bahnhof Jenbach
- Kirchberg in Tirol railway station

## Forgalom

### Távolsági
Az állomásról távolsági vonatok indulnak Bécsbe, Pozsonyba, Veronába, Bolognába, Innsbruckba és Münchenbe.

### S-Bahn
A Tiroli S-Bahn egyik fontos csomóponti állomása.
S-Bahn járatok:
| S-Bahn-Linien | S-Bahn-Linien                           | S-Bahn-Linien   | S-Bahn-Linien                                                                   |
| Járatszám     | Vasútvonal                              | Menetrendi mező | Útvonal                                                                         |
| ------------- | --------------------------------------- | --------------- | ------------------------------------------------------------------------------- |
| S-Bahn Tirol  | Arlbergbahn, Alsó-Inn-völgyi vasútvonal | 300, 301, 400   | Telfs-Pfaffenhofen – Innsbruck Hbf – Hall in Tirol – Jenbach – Wörgl – Kufstein |
| S-Bahn Tirol  | Arlbergbahn, Alsó-Inn-völgyi vasútvonal | 300, 301, 400   | Ötztal – Innsbruck Hbf – Hall in Tirol – Jenbach                                |
| S-Bahn Tirol  | Brennerbahn, Alsó-Inn-völgyi vasútvonal | 300, 301        | Steinach in Tirol – Innsbruck Hbf – Hall in Tirol                               |
| S-Bahn Tirol  | Salzburg–Tirol-vasútvonal               | 201             | Wörgl – Sankt Johann in Tirol – Hochfilzen – Saalfelden                         |

## Képgaléria

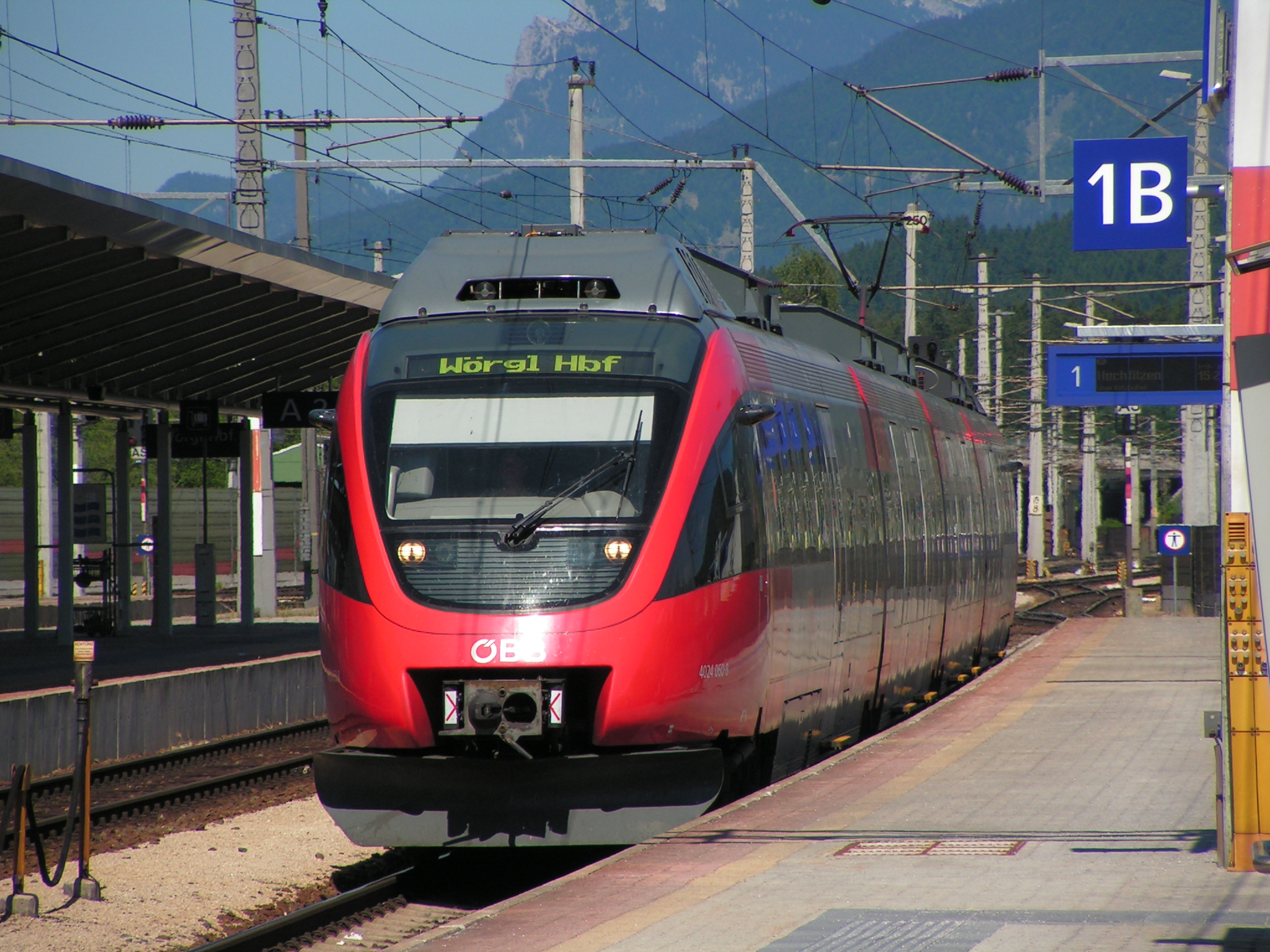
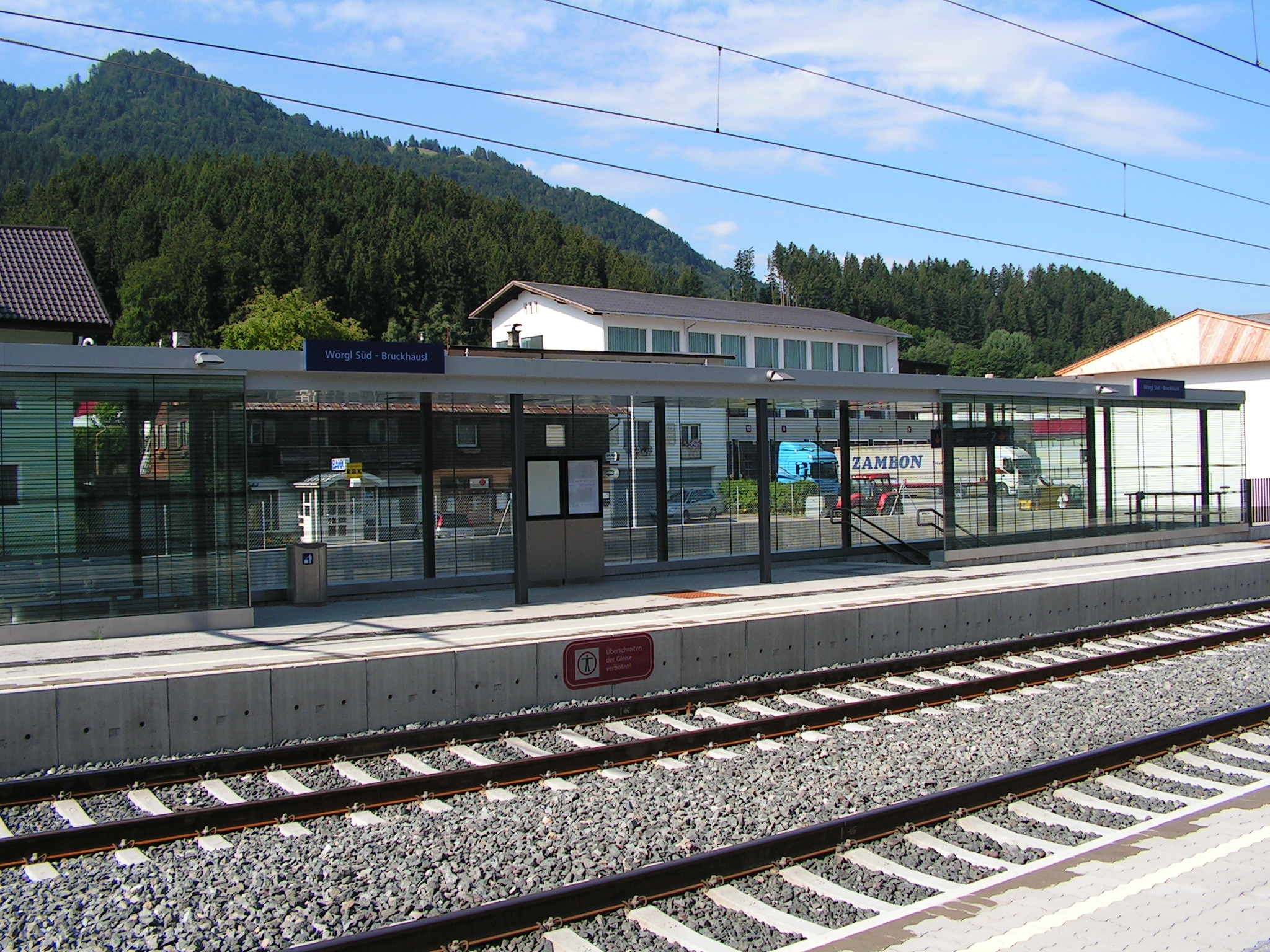
Peronok a vágányokkal
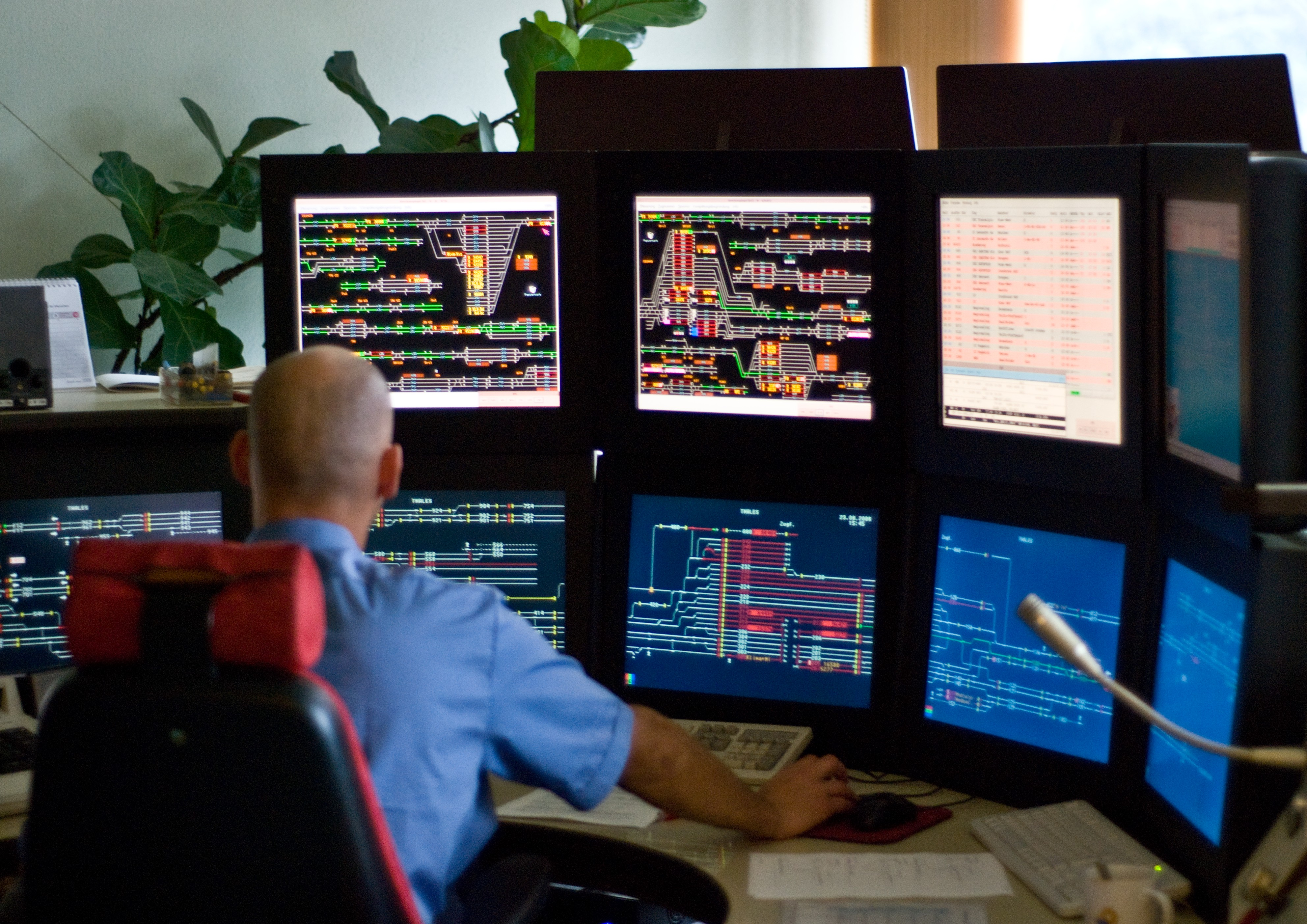
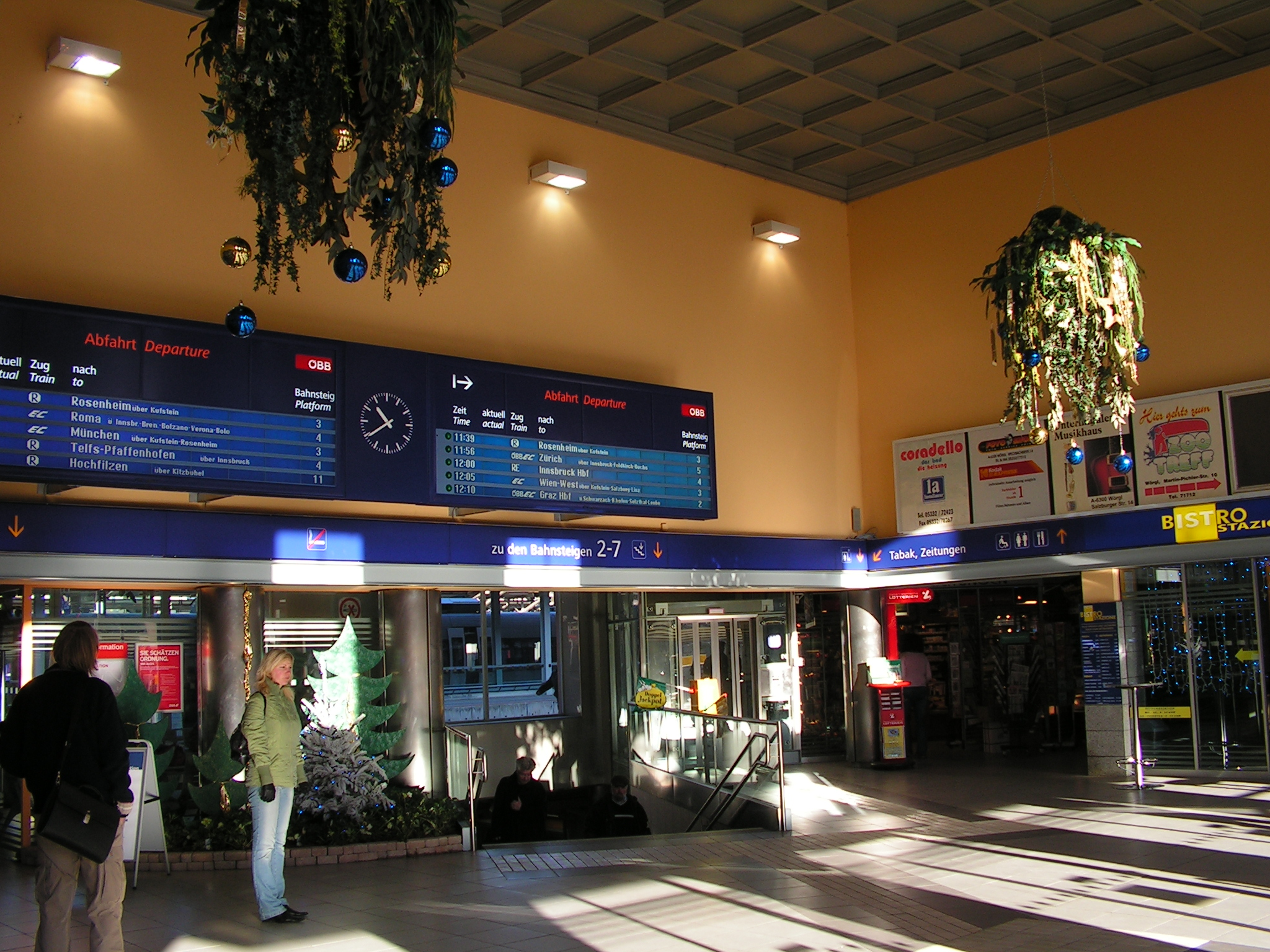
A váróterem 2006. decemberében